# Адыгская (Черкесская) энциклопедия
Адыгская (Черкесская) энциклопедия — энциклопедия на русском языке, вышедшая в 2006 году и посвящённая адыгам (адыгейцам, кабардинцам и черкесам) России и адыгской диаспоре в других странах.

## Описание
Автор проекта энциклопедии и её главный редактор — российский филолог Мухадин Кумахов. Он собрал коллектив авторов из Адыгеи, Кабардино-Балкарии, Карачаево-Черкесии, Москвы и адыгской диаспоры. Первый заместитель главного редактора — российский лексикограф Мухамед Апажев. Филолог Мадина Хакуашева пишет, что в подготовке энциклопедии была задействована Адыгская (Черкесская) международная академия наук, но основную роль сыграли Кумахов и историк Валерий Кажаров. Организационно-финансовую поддержку авторам энциклопедии оказывал Б. Х. Акбашев.
Российский историк Наима Нефляшева пишет, что в советский период темы истории и культуры адыгов были табуированы, но энциклопедия попыталась преодолеть эти ограничения: она освещает этногенез адыгов, адыгскую диаспору, верования адыгов и их влияние на повседневную культуру, Кавказскую войну и её последствия, черкесских мамлюков, историю просвещения и школьного образования у адыгов до большевиков и т. д..

## Содержание
- Экономико-географическая характеристика (Бураев Р. А.)
- Становление адыгского мира (Кеферов Б. М.)
- Традиционный адыгский мир (несколько авторов)
- Адыгский феодализм (XVI—XVIII вв.) (Кажаров В. Х.)
- Политическая история Черкесии (с начала XVI до 1763 г.) (Кожев З. А.)
- Крушение традиционного адыгского мира. Кавказская война (1763—1864 гг.) (Кожев З. А.)
- Кабардинское общество в условиях колониального натиска (1763—1820-е гг.) (Кажаров В. Х.)
- Колониальный статус Кабарды и кризис традиционного феодального общества (Кажаров В. Х.)
- Социально-политические преобразования в западной черкесии (1796—1864 гг.) (Кажаров В. Х.)
- Адыги в составе царской России во второй половине XIX — начале XX в. (Прасолов Д. Н.)
- На путях к современности: адыги в хх в. (несколько авторов)
- Адыги в условиях соцмодернизации (1960—1980-е гг.) (несколько авторов)
- Традиционная культура (несколько авторов)
- Адыги и народы Северного Кавказа (Кожев З. А.)
- Черкесская диаспора (Кушхабиев А. В. и другие авторы)
- Родственные народы (Кумахов М. А. и Анчабадзе Ю. Д.)
- Этика и этикет (Бгажноков Б. Х.)
- Религия (несколько авторов)
- Искусство (Хараева Ф. Ф. и другие авторы)
- Язык (Кумахов М. А.)
- Топонимия и этнонимия (Коков Дж. Н.)
- Фольклор (Гутов А. М.)
- Литература (несколько авторов)
- Образование (несколько авторов)
- Наука и техника (Хоконов Х. Б. и другие авторы)
- Медицина и здравоохранение (Нагоев Б. С.)
- Физическая культура и спорт (Черкесов Ю. Т.)
- Средства массовой информации и книгоиздание (Хуако З. Ю.)
- Творческие союзы КБР, КЧР и РА (несколько авторов)
- Международная черкесская ассоциация (Кушхабиев А. В.)
- Государственные органы власти (Гугова М. Х. и Карданова А. Х.)
- Кто есть кто (биографический словарь, несколько авторов)